# Geoperingueyia affinis
Geoperingueyia affinis är en mångfotingart som beskrevs av Karl Wilhelm Verhoeff 1938. Geoperingueyia affinis ingår i släktet Geoperingueyia och familjen storjordkrypare. Inga underarter finns listade i Catalogue of Life.